# Onze-Lieve-Vrouw Lelie tussen de Doornenkapel

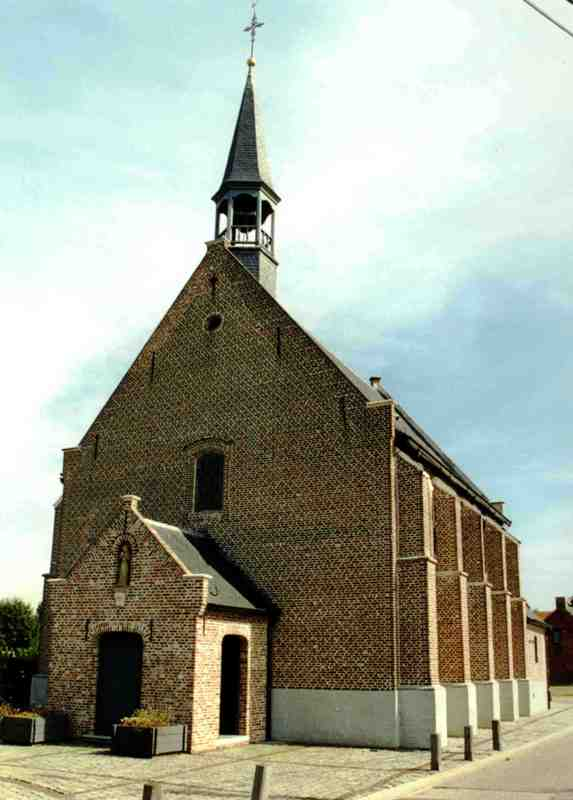
Onze-Lieve-Vrouw Lelie tussen de Doornenkapel

De Onze-Lieve-Vrouw Lelie tussen de Doornenkapel is een kapel in de tot de Antwerpse gemeente Westerlo behorende plaats Oevel, gelegen aan de Onze-Lieve-Vrouwstraat 25.

## Geschiedenis
Dit is een bedevaartkapel waarvan de stichting teruggaat op een legende:
In deze buurt huisden vier verschrikkelijke bandieten. Toen een meisje, Dymfna Verreyt genaamd, hier langs kwam wilden zij haar verkrachten. Zij riep echter de Heilige Maria aan die dan ook onmiddellijk verscheen waarop het geboefte in paniek wegvluchtte. Uit dankbaarheid werd het meisje begijn in Herentals. Ter herdenking van dit feit werd een Mariabeeld aan een boom bevestigd en naderhand werd een kapel gebouwd waarin het onderdak kreeg en nadien nog verantwoordelijk was voor vele mirakelen.
De kapel werd ergens tussen 1630 en 1643 gebouwd en hier kwamen ook veel bedevaartgangers. In de kapel zijn dan ook vele ex voto's te zien. De kapel was oorspronkelijk van leem en hout en werd in 1670 vervangen door een stenen kapel. Omstreeks 1720 werd de kapel vergroot.
Tijdens de Napoleontische tijd kwam de kapel aan de Sint-Michielsparochie.
De kapel had te lijden van een blikseminslag in 1938 en van oorlogshandelingen tijdens de Tweede Wereldoorlog. In 1950 werd de kapel gerenoveerd onder leiding van Jozef Schellekens en in 1991-1992 volgde nog een restauratie.

## Gebouw
Het betreft een georiënteerd bakstenen bouwwerk met een voorgebouwd laag portaal, een schip van omstreeks 1720 en een smaller en lager koor van 1670 dat driezijdig is afgesloten. De noordgevel heeft ingemetseld reliëfs van de zeven smarten van Maria, van omstreeks 1880. Aan de zuidzijde is een sacristie (1723-1724). Op het dak bevindt zich een dakruiter. Het geheel is in een landelijke vorm van barokstijl.

## Interieur
Het stucwerk is van 1775-1777 en werd uitgevoerd door Anthoni Zangerli.
De kapel bezit enkele schilderijen betreffende de ontstaansgeschiedenis van de kapel (18e eeuw), bedevaarders en behoeftigen zoeken toevlucht bij de Onze-Lieve-Vrouwekapel (18e eeuw), Sint-Sebastiaan met engelen en Heilige Familie (17e eeuw).
De kapel bezit een 17e-eeuws Mariabeeld in gepolychromeerd hout, dat het miraculeuze beeld zou zijn. Het altaar is in barokstijl en stamt uit de 2e helft van de 17e eeuw.